# Saint-Georges-sur-Eure
Saint-Georges-sur-Eure – miejscowość i gmina we Francji, w Regionie Centralnym, w departamencie Eure-et-Loir.
Według danych na rok 1990 gminę zamieszkiwały 2254 osoby, a gęstość zaludnienia wynosiła 146 osób/km² (wśród 1842 gmin Regionu Centralnego Saint-Georges-sur-Eure plasuje się na 166. miejscu pod względem liczby ludności, natomiast pod względem powierzchni na miejscu 863.).